# Азиатские пыльные бури

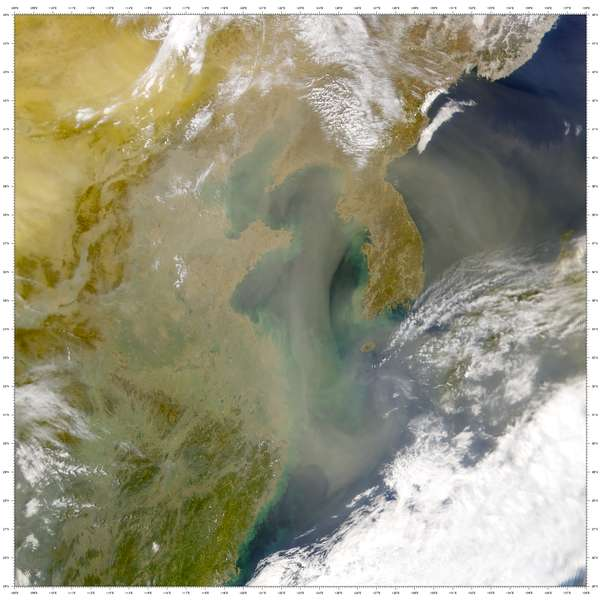
Облака пыли, движущиеся из Китая в Корею и Японию.

Одна из сильнейших пыльных бурь Азии в апреле 2001 года перенесла пыль через Тихий океан в Северную Америку.

Азиатские пыльные бури (также называются Пыльные бури в Китае, Корейские пыльные бури и Жёлтые пыльные бури) — сезонный метеорологический феномен, иногда возникающий весной на территории Восточной Азии. Пыль и песок из пустынь Монголии, северного Китая и восточного Казахстана в результате пыльных бурь поднимаются в виде плотных облаков. Эти облака переносятся ветрами на восток, проходя над Китаем, Северной и Южной Кореей и Японией, а также над частью Дальнего Востока. Иногда значительные концентрации азиатской пыли могут влиять на чистоту воздуха даже в США и Канаде.
Свидетельства подобных явлений имеются в древних китайских и корейских источниках, однако за последнее десятилетие[когда?] жёлтые бури стали серьёзной проблемой из-за увеличения промышленных загрязнений, содержащихся в пыли, из-за усилившегося опустынивания в Китае, приводящего к более частому и длительному проявлению данного явления, а также по причине пересыхания Аральского моря в Средней Азии, полноводность которого значительно смягчала пустынный климат того региона.
В Шанхае 3 апреля 2007 года индекс качества воздуха составил 500 единиц. В США значение этого индекса в 300 единиц характеризуется как «опасное».

## Загрязнители
С пыльными бурями часто переносятся: сера (компонент кислотного дождя), сажа, пепел, CO и другие токсичные загрязнители, в том числе тяжёлые металлы, а также вирусы, бактерии и другие вещества. Предполагалось, что ультрафиолетовые лучи солнца стерилизуют эти межконтинентальные пыльные шлейфы, переносящие бактерии и вирусы, однако исследования показывают, что это не так.

## Следствия

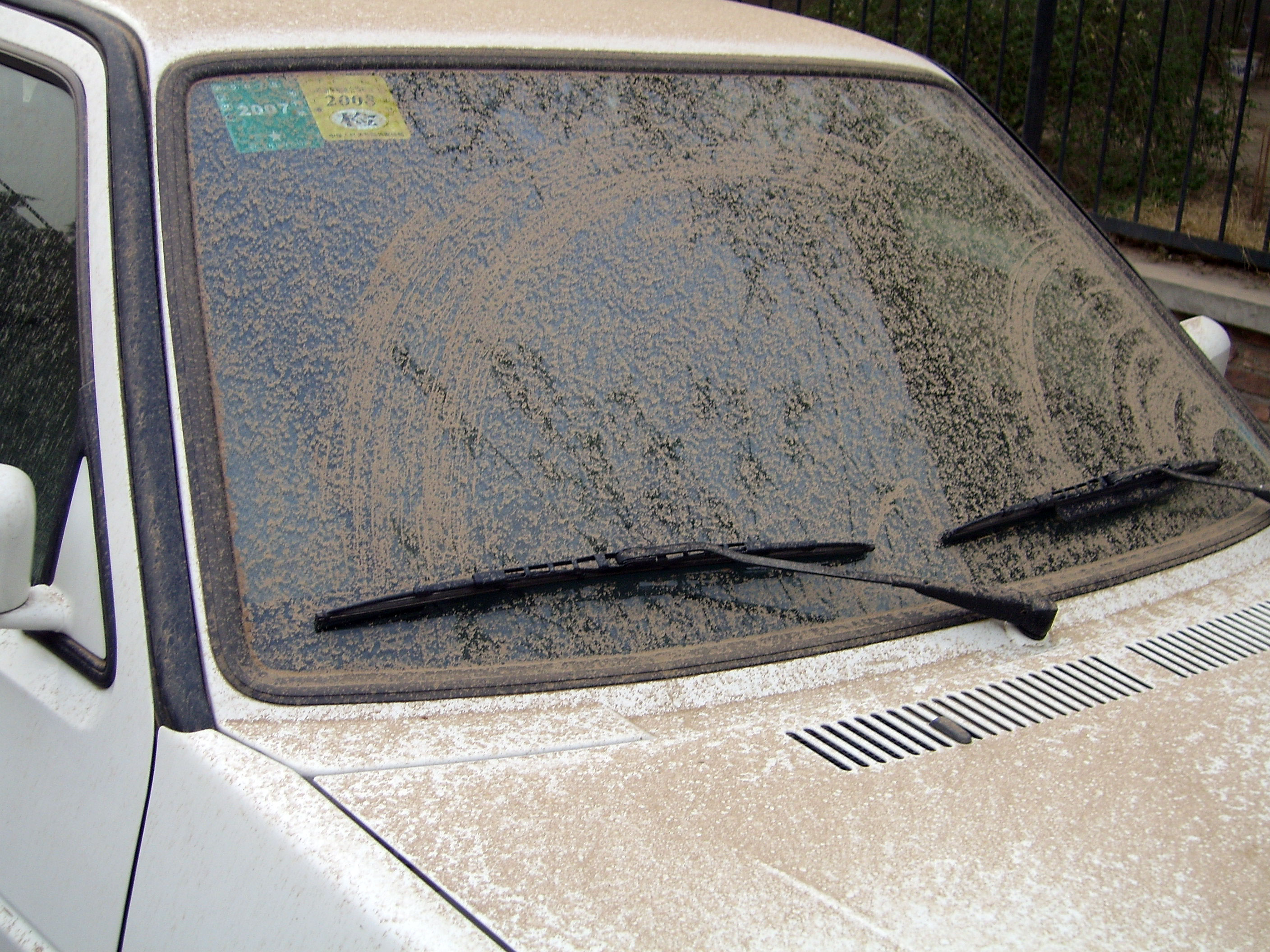
Отложения пыли в Пекине, сезон бурь 2006 года.

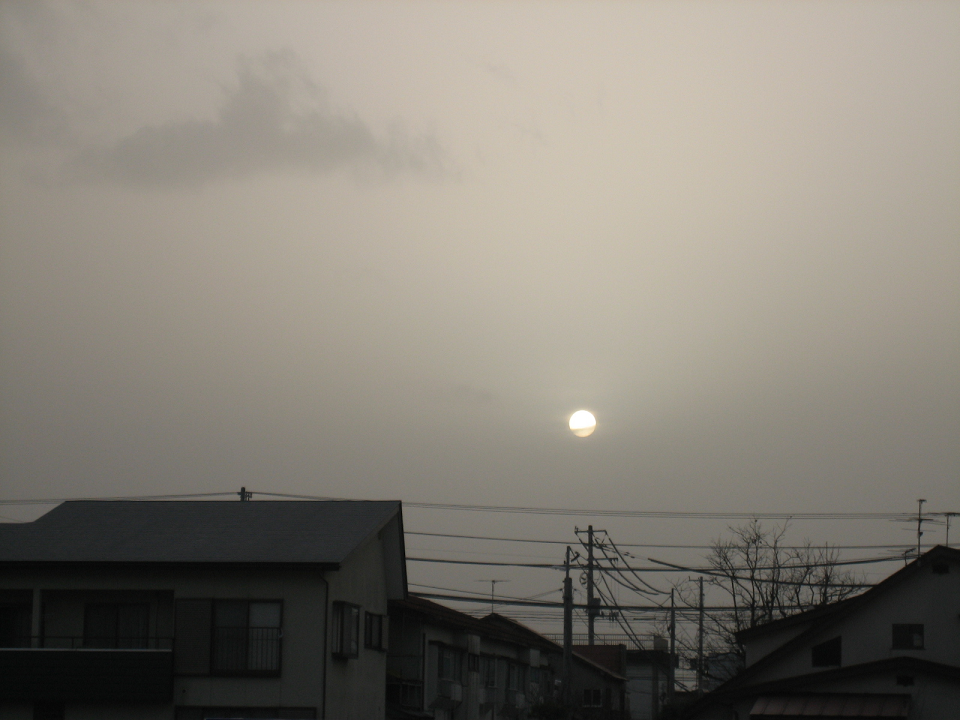
Азиатская пыль затмевает небо в Японии, 2 апреля 2007 года

Жёлтые пыльные бури имеют такое название из-за своего цветового эффекта — в Хабаровске или на Сахалине может выпасть жёлтый снег, а на западном побережье США будут стирать с машин жёлтый налёт. Кроме обычных эффектов пыльных бурь — снижения видимости и неблагоприятного воздействия на дыхательную систему живых организмов, загрязнённые пылевые бури могут приводить к кислотным дождям и отложениям тяжёлых металлов в почве, которые затем передаются вверх по пищевой цепи. Сильное воздействие такие бури имеют на хрупкую экосистему кораллов. Кроме того, такие погодные условия неблагоприятно (угнетающе) воздействуют на психику людей, просто из-за искажения цветового спектра - солнце становится тусклым и совершенно белым, зелёные огни светофоров кажутся синими.
Исследования также показывают, что возникающие в пустыне Такла-Макан песчано-пыльные бури могут привести к аномальному потеплению над Тибетским нагорьем, что окажет значительное влияние на муссоны в Восточной Азии и в конечном итоге на климат всей Центральной Азии. Есть сообщения о том, что бури оказывают негативное влияние на Великую Китайскую стену и за последние 20 лет уже привели к уничтожению её 40-километрового отрезка в провинции Шаньси.

## Способы борьбы
В последние годы программы по предотвращению опустынивания почв начали приносить результаты. Южная Корея и Китай засаживают лесами регионы-источники бурь (см. Зелёная китайская стена), однако мгновенного эффекта ожидать не стоит — в 2006 году корейские метеорологи зафиксировали самую сильную жёлтую пыльную бурю за 4 года.
Япония участвует с финансовой стороны и предоставляет оборудование для установки серных фильтров на угольных заводах в Китае. Несмотря на это, очень небольшой процент предприятий оборудованы такой системой фильтрации.

## Местные названия
Азиатская пыль известна в различных регионах под различными названиями, каждое из которых означает «жёлтая пыль» или «жёлтый песок»:
- В Китае — Huángshā (кит. 黄砂)
- В Японии — Kōsa (яп. 黄砂)
- В Корее — Hwangsa (кор. 황사)
- Во Вьетнаме — вьет. Hoàng sa (黃砂) или вьет. bão cát vàng

## Состав
Анализ пылевых облаков жёлтых бурь, проведённый в Китае в 2001 году, показал содержание кремния (24-32 %), алюминия (5,9-7,4 %), кальция (6,2-12 %) и железа, а также наличие нескольких токсичных веществ.
Американское исследование состава пылевых бурь над Колорадо также указывает на наличие монооксида углерода, который, возможно, собирается проходящими над индустриальными районами Азии облаками пыли.